# Alva (rivier)
De Alva is een rivier in Portugal.
De rivier ontspringt in de Serra da Estrela en mondt na ongeveer 100 kilometer uit in de Mondego bij Porto de Raiva (gemeente Penacova).
De rivier loopt achtereenvolgens over het grondgebied van de gemeenten Manteigas, Seia, Oliveira do Hospital, Arganil en Penacova.
- Library of Congress Control Number: sh85004057
- Nationale Bibliotheek van Israël: 987007294873105171
- Virtual International Authority File: 315526246